# 13 vendémiaire
13 jour complémentaire 13 brumaire
Le tridi 13 vendémiaire, officiellement dénommé jour du potiron, est le 13e jour de l'année du calendrier républicain. Il reste 352 jours avant la fin de l'année, 353 en cas d'année sextile.
C'était généralement le 4e jour du mois d'octobre dans le calendrier grégorien.

## Événements
- An IV : 5 octobre 1795
  - Insurrection royaliste écrasée par Napoléon Bonaparte sur les marches de l'Église Saint-Roch de Paris.